# Helcionelloida
Helcionelloida Peel, 1991 è una classe estinta di molluschi marini, i cui resti fossili sono stati rinvenuti principalmente nell'emisfero boreale. I ritrovamenti sono databili tra il Cambriano (circa 542 milioni di anni fa) ed il Siluriano (Ludfordiano, 421,3 milioni di anni fa).

## Descrizione

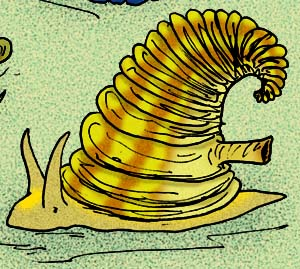
Rappresentazione di Yochelcionella cyrano

L'aspetto generale ricorda grosso modo quello dei moderni gasteropodi terricoli, con un piano di simmetria bilaterale ben distinguibile. Inizialmente alcuni esemplari furono per errore inseriti nei monoplacofori. Questi moluschi possedevano di regola una conchiglia conica, solo lievemente spiraliforme. La taglia era ridotta, dal momento che sono stati rinvenuti fossili con diametro di circa due millimetri. Nella conchiglia di talune specie (e.g. Yochelcionella cyrano) è stata notata la presenza di un'apertura, presumibilmente occupata da un sifone respiratorio.

## Distribuzione e habitat
La massima diffusione di queste forme si è avuta nel Cambriano, mentre solo pochi esemplari sono stati rinvenuti provenienti dal Siluriano o dall'Ordoviciano.
Sono venuti alla luce resti fossili in Europa (Regno Unito, Spagna, Norvegia, Svezia, Danimarca, Germania, Italia, Polonia, Repubblica Ceca, Turchia, Russia), Asia (Israele, Iran, Kazakistan, Kirghizistan, Mongolia, Cina, India, Corea del Nord, Corea del Sud), America Settentrionale (Canada, Groenlandia, Stati Uniti d'America, Messico), Africa (Marocco, Senegal), Oceania (Australia e Nuova Zelanda) e Antartide.
L'habitat era rappresentato dai fondali marini.

## Tassonomia

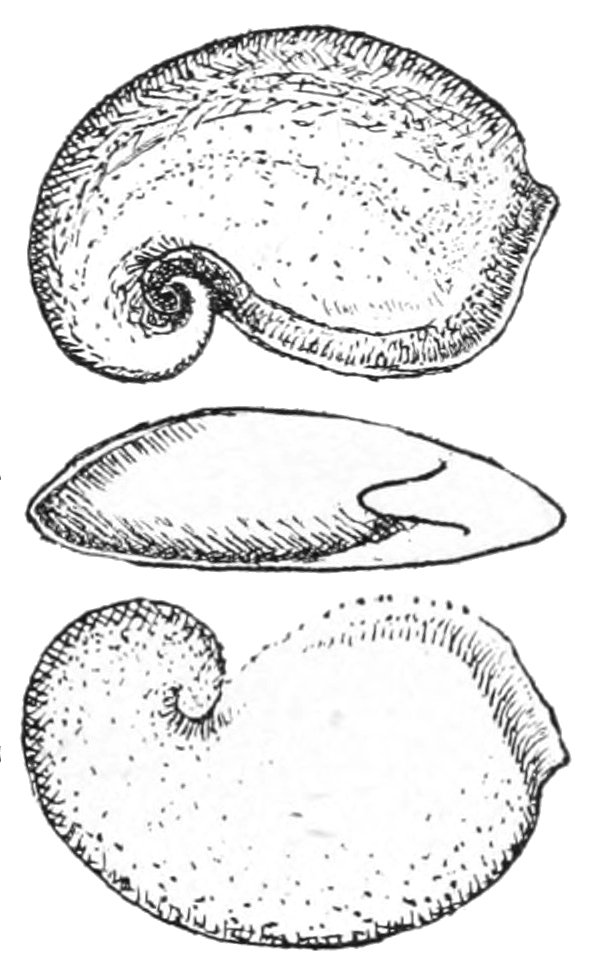
Pelagiella atlantoides (Pelagiellifomes, Pelagiellidae)

Mentre in passato queste forme venivano incluse nel generico gruppo dei molluschi del Cambriano, più di recente Parkhaev ha proposta la seguente tassonomia:
- † Sottoclasse Archaeobranchia Parkhaev, 2001
  - † Ordine Helcionelliformes Golikov & Starobogatov, 1975
    - † Superfamiglia Helcionelloidea Wenz, 1938
      - † Famiglia Helcionellidae Wenz, 1938
      - † Famiglia Igarkiellidae Parkhaev, 2001
      - † Famiglia Coreospiridae Knight, 1947

    - † Superfamiglia Yochelcionelloidea Runnegar & Jell, 1976
      - † Famiglia Trenellidae Parkhaev, 2001
      - † Famiglia Yochelcionellidae Runnegar & Jell, 1976
      - † Famiglia Stenothecidae Runnegar & Jell, 1980
        - † Sottofamiglia Stenothecinae Runnegar & Jell, 1980
        - † Sottofamiglia Watsonellinae Parkhaev, 2001

  - † Ordine Pelagiellifomes MacKinnon, 1985
    - † Famiglia Pelagiellidae Knight, 1952
    - † Famiglia Aldanellidae Linsley et Kier, 1984
- † Sottoclasse Divasibranchia Minichev & Starobogatov, 1975
  - † Ordine Khairkhaniifomes Parkhaev, 2001
    - † Famiglia Khairkhaniidae Missarzhevsky, 1989
- † Sottoclasse Dextrobranchia Minichev & Starobogatov, 1975
  - † Ordine Onychochiliformes Minichev & Starobogatov, 1975
    - † Famiglia Onychochilidae Koken, 1925